# Sobolewslia
Sobolewslia é um género botânico pertencente à família Brassicaceae.